# Municipio de Jobe
El municipio de Jobe (en inglés: Jobe Township) es un municipio ubicado en el condado de Oregon en el estado estadounidense de Misuri. En el año 2010 tenía una población de 106 habitantes y una densidad poblacional de 1,96 personas por km².

## Geografía
El municipio de Jobe se encuentra ubicado en las coordenadas 36°35′48″N 91°15′29″O / 36.59667, -91.25806. Según la Oficina del Censo de los Estados Unidos, el municipio tiene una superficie total de 54.05 km², de la cual 53,82 km² corresponden a tierra firme y (0,42 %) 0,23 km² es agua.

## Demografía
Según el censo de 2010, había 106 personas residiendo en el municipio de Jobe. La densidad de población era de 1,96 hab./km². De los 106 habitantes, el municipio de Jobe estaba compuesto por el 93,4 % blancos, el 5,66 % eran amerindios y el 0,94 % eran de una mezcla de razas. Del total de la población el 0,94 % eran hispanos o latinos de cualquier raza.